# Площа Белькур

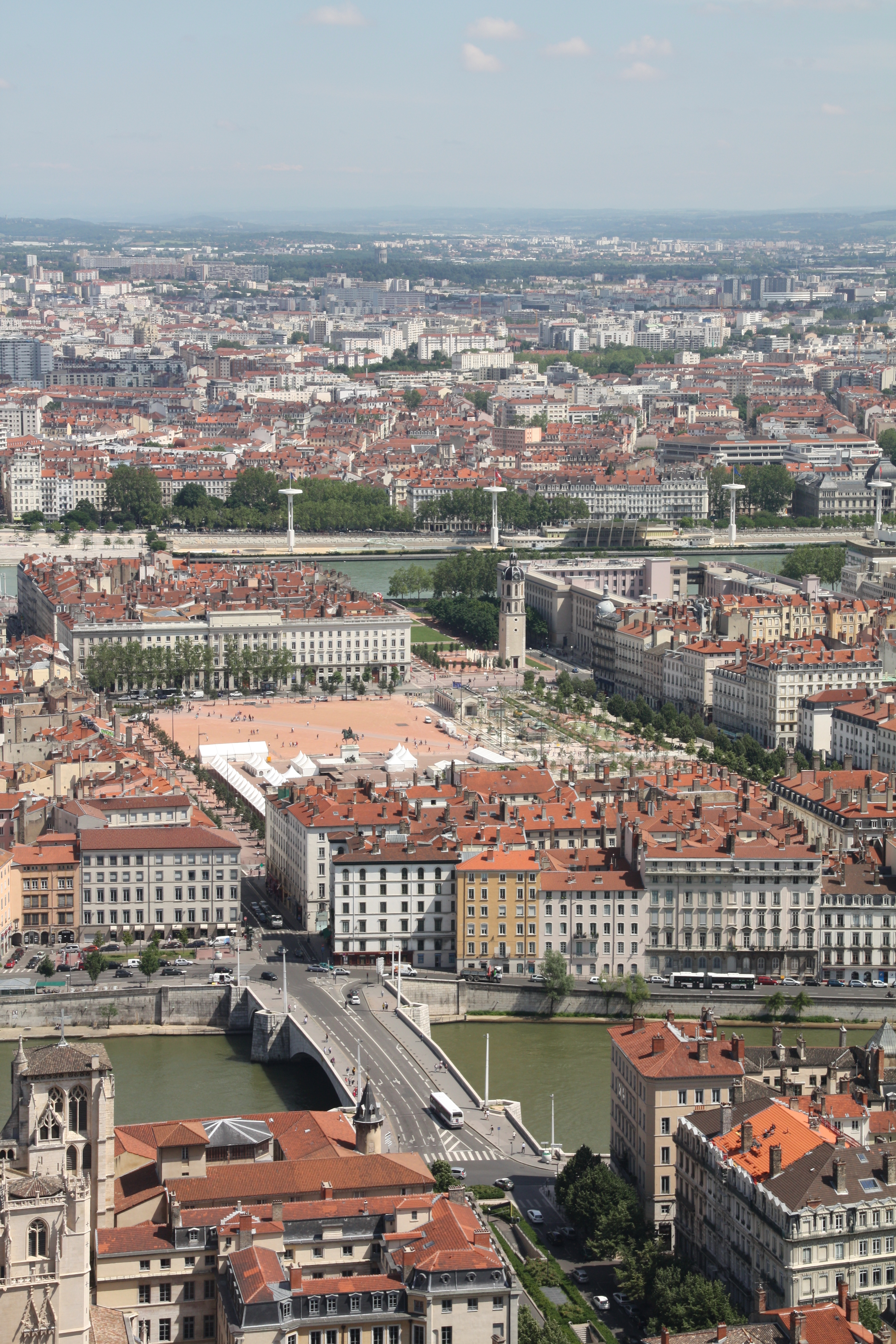
Вид на площу Белькур з пагорба Фурв'єр

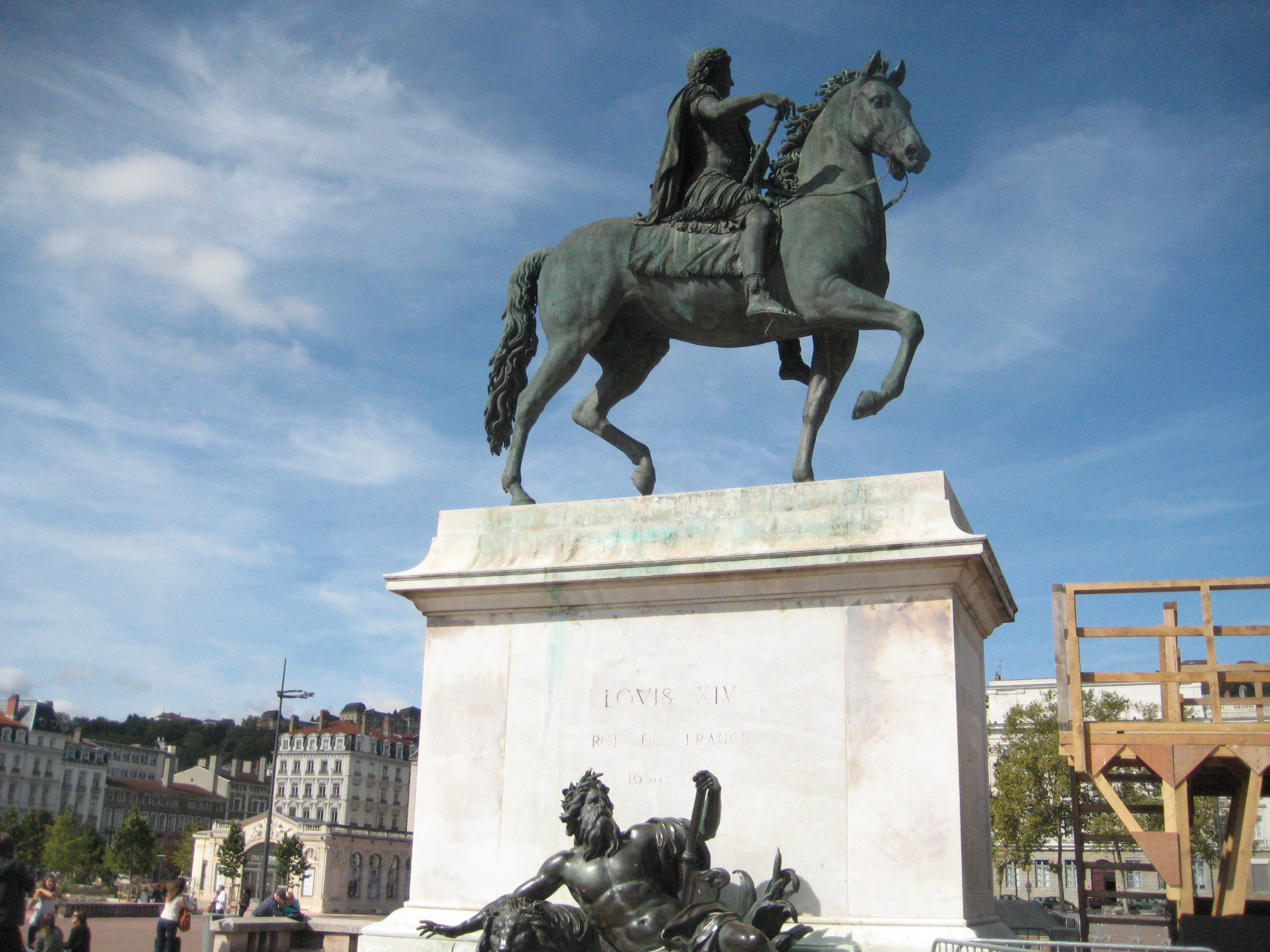
Людовик XIV у позі римського імператора

Мармурова колона з Антуаном де Сент-Екзюпері та його персонажем Маленьким принцом

45°45′27″ пн. ш. 4°49′56″ сх. д. / 45.7575° пн. ш. 4.8322222222222° сх. д.
Площа Белькур — найбільша площа в Ліоні (Франція). Її загальна площа становить 62 000 м². Це третя за величиною площа у Франції після площі Кенконс у Бордо та площі Згоди в Парижі.

## Короткий опис
Площа розташована трохи південніше від сучасного центру міста, між Соною та Роною. З XII століття її кілька разів перейменовували: Белла-куртіс, площа Рояль, площа Людовика Великого, площа Федерації, площа Єдності, площа Бонапарта, площа Наполеона. До неї ведуть три головні торговельні вулиці міста, перші дві з яких пішохідні: з півночі — вулиця Республіки, а від площі Терро та нової Опери, яка займає історичне місце безпосередньо за ратушею, — вулиця президента Едуара Ерріо. З середини південної сторони площі Белькур вулиця Віктора Гюго продовжується через площу Ампер (зупинка метро Ampere) до площі Карно перед залізничною станцією Ліон-Перраш.
Посеред площі на високому постаменті з 1826 року стоїть кінна статуя Людовика XIV, створена Франсуа-Фредеріком Лемо. Вона відома в народі як «кінь» і є улюбленим місцем зустрічей ліонців ("On se retrouve au cheval ", укр. «Зустрінемося біля коня?»). Попередня статуя стояла там посеред тодішньої площі Людовика XIV, поки її не переплавили для виготовлення гармат за наказом революціонерів. Жителі Ліона сховали бронзові алегоричні статуї річок Сони та Рони, які стояли по обидва боки п'єдесталу, і знову витягли їх під час реставрації, тож тепер вони знову стоять біля ніг Короля-Сонця.
У південно-західному куті площі розташована п'ятиметрова колона з білого мармуру, на якій зображені Антуан де Сент-Екзюпері та його персонаж Маленький принц. Письменник жив неподалік від площі, на сучасній вулиці Сент-Екзюпері 8, а від чотирьох до приблизно восьми років він мешкав у будинку на площі Белькур 1.
Під площею Белькур розташована станція метро Белькур Ліонського метрополітену, одна з найзавантаженіших у місті як пересадочна станція між лініями A та D. На площі розташований туристичний інформаційний центр Métropole de Lyon.
Площа Белькур була оголошена об'єктом Світової спадщини ЮНЕСКО у 1998 році як частина Ліонського півострова.